# Командування розвідки та безпеки армії США
Командування розвідки та безпеки армії США (англ. United States Army Intelligence and Security Command (INSCOM) — орган військового управління, командування безпосереднього підпорядкування керівництву армії США, яке відповідає за проведення розвідувальних, безпекових та інформаційних операцій в інтересах армії Сполучених Штатів, партнерів у розвідувальному співтоваристві та державних посадових осіб, які ухвалюють рішення. Штаб-квартира INSCOM знаходиться у Форт Белвуар, штат Вірджинія.
Структурно INSCOM є організацією як в армії, так і в Агентстві національної безпеки, об'єднаній організації радіоелектронної розвідки (SIGINT). В рамках АНБ INSCOM та його колеги у ВМС, ПС, Космічних силах, Береговій охороні та Корпусі морської піхоти являють собою те, що відомо як Центральна служба безпеки. Бюджет INSCOM оцінюється приблизно в 6 мільярдів доларів США.
Як структурний підрозділ безпосереднього підпорядкування, INSCOM напряму підзвітній начальнику штабу армії, а не вищому ешелону командувань, яким офіційно підпорядкований.

## Командування розвідки та безпеки армії США (INSCOM) (Форт Белвуар,Вірджинія)
- 1-ше командування інформаційних операцій (сухопутне) (Форт Белвуар)
- 66-та бригада військової розвідки (Вісбаден)
- 116-та бригада військової розвідки (повітряна) (Форт Гордон)
- 207-ма бригада військової розвідки (Африка) (Казерна Едерле)
- 300-та бригада військової розвідки (лінгвістична) (Дрейпер)
- 470-та бригада військової розвідки (Форт Сем Х'юстон)
- 500-та бригада військової розвідки (Шофілд Барракс)
- 501-ша бригада військової розвідки (Кемп Гамфріс)
- 513-та бригада військової розвідки (Форт Гордон)
- 704-та бригада військової розвідки (Форт Джордж Мід)
- 780-та бригада військової розвідки (Форт Джордж Мід)
- Національний центр наземної розвідки (NGIC) (Шарлотсвілл)